# Premio Strega
Il Premio Strega è un premio letterario assegnato annualmente all'autore di un libro pubblicato in Italia, tra il 1º marzo dell’anno precedente e il 28 febbraio dell’anno in corso, come espressamente recitato dall'articolo 5 del regolamento.

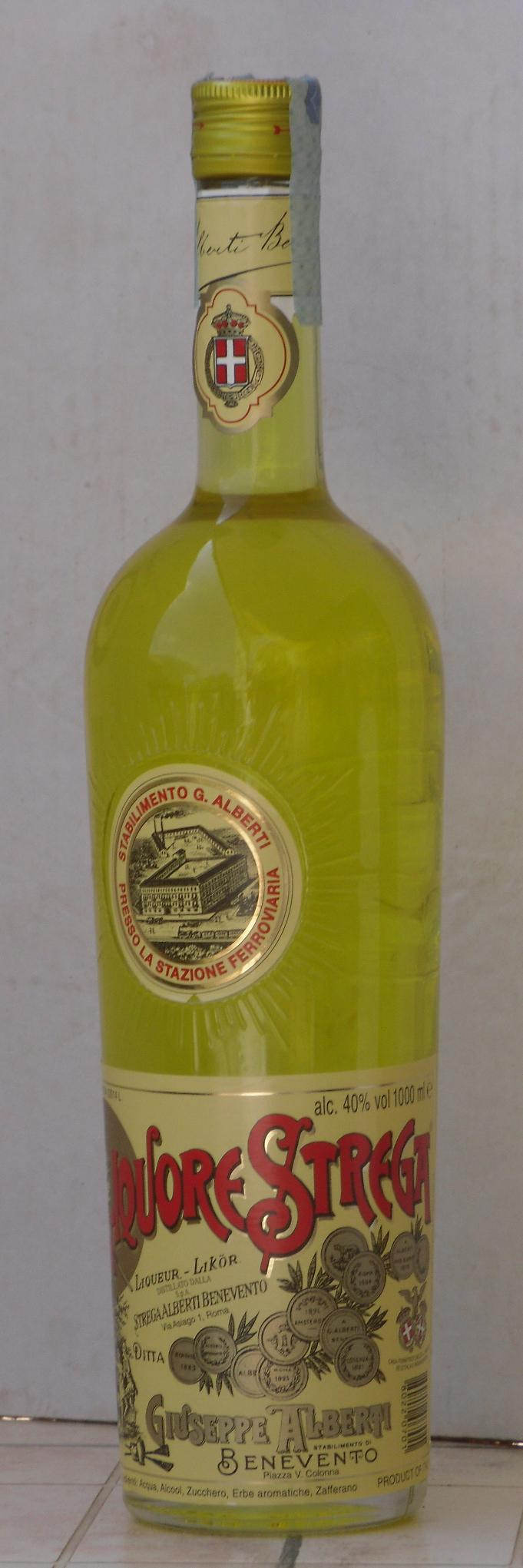
Il liquore Strega dà il nome al concorso: tradizionalmente il vincitore beve un sorso dalla bottiglia

## Origini ed evoluzione
Il Premio è stato istituito a Roma nel 1947 dalla scrittrice Maria Bellonci e da Guido Alberti, proprietario della casa produttrice del Liquore Strega, il quale dà il nome al Premio e si ricollega alle storie sulla stregoneria a Benevento.
Nel dopoguerra il Premio diventa un traino per il mondo della cultura italiana, logorato da oltre vent'anni di dittatura fascista e dal recente conflitto. "Cominciarono, nell'inverno e nella primavera 1944, a radunarsi amici, giornalisti, scrittori, artisti, letterati, gente di ogni partito unita nella partecipazione di un tema doloroso nel presente e incerto nel futuro. Poi, dopo il 4 giugno, finito l'incubo, gli amici continuarono a venire: è proprio un tentativo di ritrovarsi uniti per far fronte alla disperazione e alla dispersione", ha scritto Maria Bellonci, ideatrice del Premio.
Il primo scrittore a ricevere il Premio Strega, nel 1947, è stato Ennio Flaiano, con il libro Tempo di uccidere. Al 2024, tredici donne hanno vinto il Premio: la prima, nel 1957, è stata Elsa Morante, seguita da Natalia Ginzburg, Anna Maria Ortese, Lalla Romano, Fausta Cialente, Maria Bellonci, Mariateresa Di Lascia, Dacia Maraini, Margaret Mazzantini, Melania Mazzucco, Helena Janeczek, Ada D'Adamo e Donatella Di Pietrantonio. Al 2024, sessantacinque uomini hanno vinto il Premio; la distribuzione di genere dei finalisti e dei vincitori del Premio ha suscitato polemiche e analisi della difficoltà di affermazione delle scrittrici.
Lo scrittore Paolo Volponi è stato il primo a vincere più di una volta il Premio: lo ha vinto due volte, nel 1965, con La macchina mondiale; nel 1991, con La strada per Roma. Nel 2020, anche lo scrittore Sandro Veronesi ha vinto per la seconda volta il Premio con Il colibrì, dopo la prima volta nel 2006 con Caos calmo.
Carlo Cassola, Giorgio Montefoschi (che si sono aggiudicati il premio in un'occasione), Ercole Patti e Francesca Sanvitale (che non hanno mai vinto il premio) hanno ottenuto il maggior numero di presenze fra i finalisti, con 4.

Alcune delle opere premiate con lo "Strega" sono divenute colonne portanti della letteratura contemporanea: da Il nome della rosa di Umberto Eco, che ha venduto cinquanta milioni di copie in tutto il mondo, grazie alla traduzione in decine di lingue, a Il Gattopardo di Giuseppe Tomasi di Lampedusa, un classico della letteratura italiana.

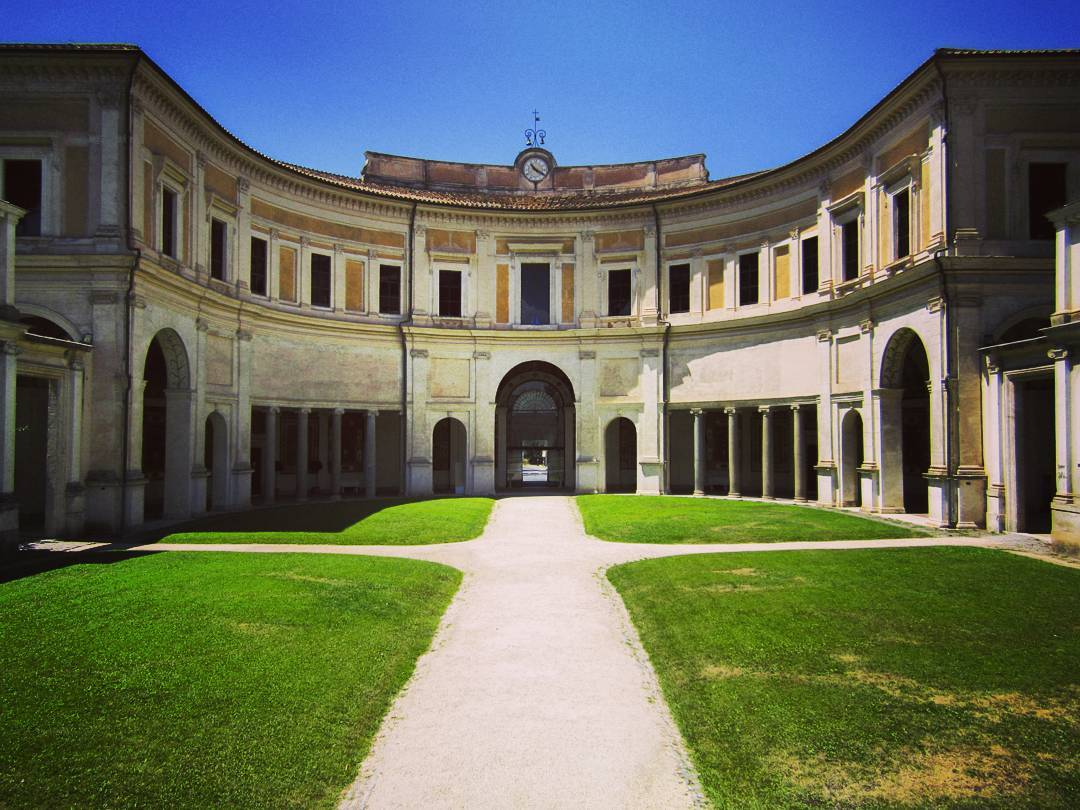
Il giardino di Villa Giulia, sede storica della finale del Premio Strega

Fino all'edizione del 2021 il Premio Strega è stato assegnato ogni anno ad un solo scrittore, poiché non si sono mai verificate condizioni di parità nel computo finale dei voti. Nel 2006, tuttavia, accanto a Caos Calmo di Sandro Veronesi, anche la Costituzione della Repubblica Italiana ha ricevuto un Premio Strega onorario, al di fuori della classica competizione: a ritirarlo fu il presidente emerito della Repubblica Oscar Luigi Scalfaro.

### Modalità di premiazione

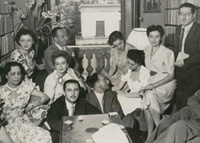
Gli Amici della Domenica, foto di gruppo

Il meccanismo del Premio prevede che la scelta del vincitore sia affidata ad un gruppo di quattrocento uomini e donne di cultura, tra cui gli ex vincitori e vincitrici. Coloro che compongono la giuria sono tuttora chiamati Amici della domenica, dal giorno prescelto per le loro prime riunioni. I quattrocento giurati possono proporre dei titoli a loro graditi: ciascun Amico della domenica potrà segnalare, con il consenso dell’autore, un’opera che ritiene meritevole di partecipare al premio, con un breve giudizio critico.
Attualmente è ammessa la partecipazione di un numero massimo di 12 opere; qualora le opere proposte fossero in numero maggiore, il Comitato direttivo sceglierà con decisione inappellabile le dodici ammesse a partecipare. Un'ulteriore selezione (in genere nel mese di giugno) designa la cinquina di opere finaliste, anche se in nove edizioni (1953, 1960, 1961, 1963, 1979, 1986, 1999, 2020 e 2024) si è reso necessario aggiungere una sesta opera al gruppo delle finaliste, poiché il regolamento prevede vi sia almeno un libro pubblicato da un editore medio-piccolo, mentre nel 2022 per la prima volta nella storia del premio i finalisti del secondo turno sono stati sette, con due ex aequo al quinto posto e un romanzo pubblicato da un editore medio-piccolo.
La votazione definitiva degli Amici della domenica che proclama l'opera vincitrice, dal 2014 trasmessa in diretta televisiva da Rai 3, avviene tradizionalmente il primo giovedì del mese di luglio nel ninfeo del Museo nazionale etrusco di Villa Giulia a Roma. Unica eccezione nel 2016, in occasione della settantesima edizione del premio, quando la premiazione avvenne il primo venerdì di luglio (8 luglio 2016) all'Auditorium Parco della Musica, sempre a Roma.
La designazione del vincitore ha suscitato talvolta polemiche nel mondo della cultura e dell'editoria, alimentando l'attenzione dell'opinione pubblica per il Premio.

## Albo dei vincitori
Di seguito sono segnalati tutti i libri partecipanti alle finali del Premio e i libri vincitori.
| Edizione | Anno | Data finale    | Autore vincitore             | Opera vincitrice                                   | Casa editrice            | Altre opere finaliste |
| -------- | ---- | -------------- | ---------------------------- | -------------------------------------------------- | ------------------------ | --- |
| I        | 1947 | 5 luglio 1947  | Ennio Flaiano                | Tempo di uccidere                                  | Longanesi                | Libero Bigiaretti, Il villino (Garzanti) Gianna Manzini, Forte come un leone (Mondadori) Giuseppe Berto, Il cielo è rosso (Longanesi) Corrado Alvaro, L'età breve (Bompiani) |
| II       | 1948 | 9 luglio 1948  | Vincenzo Cardarelli          | Villa Tarantola                                    | Edizioni della Meridiana | Anna Banti, Artemisia (Sansoni) Gino De Sanctis, Viaggio di ritorno (Ed. Mediterranea) Cesare Pavese, Il compagno (Einaudi) Giuseppe Berto, Le opere di Dio (Macchia) |
| III      | 1949 | 2 luglio 1949  | Giovanni Battista Angioletti | La memoria                                         | Bompiani                 | Cesare Pavese, Prima che il gallo canti (Einaudi) Michele Prisco, La provincia addormentata (Mondadori) Camillo Sbarbaro, Trucioli (Mondadori) Giuseppe Raimondi, Giuseppe in Italia (Mondadori)                                                                                  |
| IV       | 1950 | 24 giugno 1950 | Cesare Pavese                | La bella estate                                    | Einaudi                  | Flora Volpini, La fiorentina (Bompiani) Nicola Lisi, La nuova Tebaide (Vallecchi) Concetto Marchesi, Il libro di Tersite (Mondadori) Curzio Malaparte, La pelle (Ali d'Italia) |
| V        | 1951 | 1 luglio 1951  | Corrado Alvaro               | Quasi una vita                                     | Bompiani                 | Mario Soldati, A cena col commendatore (Longanesi) Carlo Levi, L'orologio (Einaudi) Alberto Moravia, Il conformista (Bompiani) Domenico Rea, Gesù, fate luce (Mondadori) |
| VI       | 1952 | 26 giugno 1952 | Alberto Moravia              | I racconti 1927-1951                               | Bompiani                 | Carlo Emilio Gadda, Il primo libro delle favole (Garzanti) Paolo Monelli, Morte del diplomatico (Baldini) Ercole Patti, Il punto debole (Casini) Italo Calvino, Il visconte dimezzato (Einaudi)                                                                                   |
| VII      | 1953 | 29 giugno 1953 | Massimo Bontempelli          | L'amante fedele                                    | Mondadori                | Gianna Manzini, Animali sacri e profani (Casini) Carlo Emilio Gadda, Novelle dal ducato in fiamme (Vallecchi) Mario Tobino, Le libere donne di Magliano (Vallecchi) Carlo Bernari, Vesuvio e pane (Vallecchi) Giorgio Bassani, La passeggiata prima di cena (Botteghe oscure)     |
| VIII     | 1954 | 1 luglio 1954  | Mario Soldati                | Le lettere da Capri                                | Garzanti                 | Ercole Patti, Giovannino (Bompiani) Carlo Cassola, Il taglio del bosco (Fabbri) Dino Buzzati, Il crollo della Baliverna (Mondadori) Rodolfo de Mattei, Labirinto romano (Vallecchi)                                                                                               |
| IX       | 1955 | 7 luglio 1955  | Giovanni Comisso             | Un gatto attraversa la strada                      | Mondadori                | Dario Cecchi, Tiziano (Longanesi) Giuseppe Dessì, I passeri (Nistri-Lischi) Pier Paolo Pasolini, Ragazzi di vita (Garzanti) Livia De Stefani, Gli affatturati (Mondadori) |
| X        | 1956 | 5 luglio 1956  | Giorgio Bassani              | Cinque storie ferraresi                            | Einaudi                  | Guglielmo Petroni, Noi dobbiamo parlare (Mondadori) Carlo Levi, Le parole sono pietre (Einaudi) Ercole Patti, Un amore a Roma (Bompiani) Dante Troisi, Diario di un giudice (Einaudi) - Estratto                                                                                  |
| XI       | 1957 | 4 luglio 1957  | Elsa Morante                 | L'isola di Arturo                                  | Einaudi                  | Orio Vergani, Udienza a porte chiuse (Rizzoli) Arturo Loria, Settanta favole (Sansoni) Gino Montesanto, Cielo chiuso (Massimo) Carlo Laurenzi, Due anni a Roma (Neri Pozza) |
| XII      | 1958 | 9 luglio 1958  | Dino Buzzati                 | Sessanta racconti                                  | Mondadori                | Carlo Cassola, Il soldato (Feltrinelli) Tommaso Landolfi, Ottavio di Saint Vincent (Vallecchi) Gian Antonio Cibotto, La coda del parroco (Vallecchi) Aldo Camerino, Il salotto giallo (Rebellato)                                                                                 |
| XIII     | 1959 | 7 luglio 1959  | Giuseppe Tomasi di Lampedusa | Il Gattopardo                                      | Feltrinelli              | Mario Praz, La casa della vita (Mondadori) Pier Paolo Pasolini, Una vita violenta (Garzanti) Massimo Franciosa, La finta sorella (Vallecchi) Augusto Frassineti, Misteri dei Ministeri ed altri misteri (Longanesi)                                                               |
| XIV      | 1960 | 7 luglio 1960  | Carlo Cassola                | La ragazza di Bube                                 | Einaudi                  | Italo Calvino, Il cavaliere inesistente (Einaudi) Laudomia Bonanni, L'imputata (Bompiani) Giovanni Arpino, La suora giovane (Einaudi) Mario Picchi, Roma di giorno (Lerici) Laura Di Falco, Una donna disponibile (Salvatore Sciascia)                                            |
| XV       | 1961 | 6 luglio 1961  | Raffaele La Capria           | Ferito a morte                                     | Bompiani                 | Giovanni Arpino, Un delitto d'onore (Mondadori) Fausta Cialente, Ballata levantina (Feltrinelli) Natalia Ginzburg, Le voci della sera (Einaudi) Augusto Frassineti, L'unghia dell'asino (Garzanti) Fabio Tombari, L'incontro (Mondadori)                                          |
| XVI      | 1962 | 5 luglio 1962  | Mario Tobino                 | Il clandestino                                     | Mondadori                | Michele Prisco, La dama di piazza (Rizzoli) Anna Banti, Le mosche d'oro (Mondadori) Giuseppe Cassieri, Il calcinaccio (Bompiani) Lucio Mastronardi, Il maestro di Vigevano (Einaudi)                                                                                              |
| XVII     | 1963 | 4 luglio 1963  | Natalia Ginzburg             | Lessico famigliare                                 | Einaudi                  | Tommaso Landolfi, Rien va (Vallecchi) Primo Levi, La tregua (Einaudi) Renzo Rosso, La dura spina (Feltrinelli) Beppe Fenoglio, Un giorno di fuoco (Garzanti) Giorgio Saviane, Il papa (Rizzoli)                                                                                   |
| XVIII    | 1964 | 8 luglio 1964  | Giovanni Arpino              | L'ombra delle colline                              | Mondadori                | Carlo Bernari, Era l'anno del sole quieto (Mondadori) Alberto Bevilacqua, La califfa (Rizzoli) Arrigo Benedetti, Il passo dei Longobardi (Mondadori) Augusto Frassineti, Un capitano a riposo (Feltrinelli)                                                                       |
| XIX      | 1965 | 2 luglio 1965  | Paolo Volponi                | La macchina mondiale                               | Garzanti                 | Manlio Cancogni, La linea del Tomori (Mondadori) Giuseppe Cassieri, Le trombe (Bompiani) Gian Antonio Cibotto, La vaca mora (Vallecchi) Goffredo Parise, Il padrone (Feltrinelli)                                                                                                 |
| XX       | 1966 | 4 luglio 1966  | Michele Prisco               | Una spirale di nebbia                              | Rizzoli                  | Italo Calvino, Le cosmicomiche (Einaudi) Alessandro Bonsanti, La nuova stazione di Firenze (Mondadori) Fausta Cialente, Un inverno freddissimo (Feltrinelli) Massimo Grillandi, La casa di Faenza (Edizioni dell'Albero)                                                          |
| XXI      | 1967 | 4 luglio 1967  | Anna Maria Ortese            | Poveri e semplici                                  | Vallecchi                | Raffaello Brignetti, Il gabbiano azzurro (Einaudi) Sandro De Feo, I cattivi pensieri (Garzanti) Ercole Patti, Un bellissimo novembre (Bompiani) Renato Ghiotto, Scacco alla regina (Rizzoli)                                                                                      |
| XXII     | 1968 | 4 luglio 1968  | Alberto Bevilacqua           | L'occhio del gatto                                 | Rizzoli                  | Giulio Cattaneo, L'uomo delle novità (Garzanti) Brunello Vandano, Addio alla grandezza (Mondadori) Cesare Zavattini, Straparole (Bompiani) Pier Paolo Pasolini, Teorema (Garzanti)                                                                                                |
| XXIII    | 1969 | 3 luglio 1969  | Lalla Romano                 | Le parole tra noi leggere                          | Einaudi                  | Fulvio Tomizza, L'albero dei sogni (Mondadori) Dante Troisi, Voci di Vallea (Rizzoli) Giorgio Chiesura, La zona immobile e altre storie (Mondadori) Cesare Garboli, La stanza separata (Mondadori)                                                                                |
| XXIV     | 1970 | 2 luglio 1970  | Guido Piovene                | Le stelle fredde                                   | Mondadori                | Carlo Emilio Gadda, La meccanica (Garzanti) Carlo Castellaneta, La dolce compagna (Rizzoli) Nello Saito, Dentro e fuori (Rizzoli) Costanzo Costantini, Ho tentato di vivere (Sugar)                                                                                               |
| XXV      | 1971 | 7 luglio 1971  | Raffaello Brignetti          | La spiaggia d'oro                                  | Rizzoli                  | Carlo Cassola, Paura e tristezza (Einaudi) Giuseppe D'Agata, Primo il corpo (Bompiani) Sergio Ferrero, Il giuoco sul ponte (Mondadori) Aldo Rosselli, Professione: mitomane (Vallecchi)                                                                                           |
| XXVI     | 1972 | 5 luglio 1972  | Giuseppe Dessì               | Paese d'ombre                                      | Mondadori                | Ottiero Ottieri, Il campo di concentrazione (Bompiani) Guglielmo Biraghi, Lo sguardo nel buio (Rizzoli) Carlo Castellaneta, La paloma (Rizzoli) Francesca Sanvitale, Il cuore borghese (Vallecchi)                                                                                |
| XXVII    | 1973 | 4 luglio 1973  | Manlio Cancogni              | Allegri, gioventù                                  | Rizzoli                  | Piero Chiara, Il pretore di Cuvio (Mondadori) Enzo Siciliano, Rosa pazza (e disperata) (Garzanti) Guido Ceronetti, Aquilegia (Rusconi) Carla Cerati, Un amore fraterno (Einaudi)                                                                                                  |
| XXVIII   | 1974 | 4 luglio 1974  | Guglielmo Petroni            | La morte del fiume                                 | Mondadori                | Achille Campanile, Gli asparagi e l'immortalità dell'anima (Rizzoli) Luigi Compagnone, Ballata e morte di un capitano del popolo (Rusconi) Edith Bruck, Due stanze vuote (Marsilio) Rosetta Loy, La bicicletta (Einaudi)                                                          |
| XXIX     | 1975 | 3 luglio 1975  | Tommaso Landolfi             | A caso                                             | Rizzoli                  | Eraldo Miscia, Il gran custode delle terre grasse (Rusconi) Laudomia Bonanni, Vietato ai minori (Bompiani) Vittoria Ronchey, Figlioli miei, marxisti immaginari (Rizzoli) Brianna Carafa, La vita involontaria (Einaudi)                                                          |
| XXX      | 1976 | 7 luglio 1976  | Fausta Cialente              | Le quattro ragazze Wieselberger                    | Mondadori                | Ottiero Ottieri, Contessa (Bompiani) Laura Di Falco, L'inferriata (Rizzoli) Vittorio Gorresio, Costellazione Cancro (Rizzoli) Giorgio Montefoschi, Il museo africano (Rizzoli) |
| XXXI     | 1977 | 6 luglio 1977  | Fulvio Tomizza               | La miglior vita                                    | Rizzoli                  | Carlo Sgorlon, Gli dei torneranno (Mondadori) Mario Lunetta, I ratti d'Europa (Editori Riuniti) Toni Maraini, Anno 1424 (Marsilio) Bruno Modugno, Re di macchia (Rusconi) |
| XXXII    | 1978 | 5 luglio 1978  | Ferdinando Camon             | Un altare per la madre                             | Garzanti                 | Carmelo Samonà, Fratelli (Einaudi) Alberto Vigevani, Fata Morgana (Mondadori) Giorgio Montefoschi, L'amore borghese (Rizzoli) Giuseppe Bonura, Per partito preso (Rusconi) |
| XXXIII   | 1979 | 5 luglio 1979  | Primo Levi                   | La chiave a stella                                 | Einaudi                  | Ferruccio Ulivi, Le mani pure (Rizzoli) Laudomia Bonanni, Il bambino di pietra (Bompiani) Carlo Sgorlon, La carrozza di rame (Mondadori) Luigi Piccioli, Sveva (Rusconi) Stanislao Nievo, Aurora (Mondadori)                                                                      |
| XXXIV    | 1980 | 3 luglio 1980  | Vittorio Gorresio            | La vita ingenua                                    | Rizzoli                  | Renzo Rosso, Il segno del toro (Mondadori) Francesca Sanvitale, Madre e figlia (Einaudi) Nerino Rossi, Melanzio (Rusconi) Rossana Ombres, Serenata (Mondadori) |
| XXXV     | 1981 | 8 luglio 1981  | Umberto Eco                  | Il nome della rosa                                 | Bompiani                 | Guido Artom, I giorni del mondo (Longanesi) Vittorio Saltini, Il primo libro di Li Po (Mondadori) Enzo Siciliano, La principessa e l'antiquario (Rizzoli) Gesualdo Bufalino, Diceria dell'untore (Sellerio)                                                                       |
| XXXVI    | 1982 | 8 luglio 1982  | Goffredo Parise              | Sillabario n. 2                                    | Mondadori                | Andrea De Carlo, Uccelli da gabbia e da voliera (Einaudi) Carlo Coccioli, La casa di Tacubaya (Editoriale Nuova) Rosetta Loy, L'estate di Letuqué (Rizzoli) Annalisa Moncada, L'anno venturo al di là del mare (Longanesi)                                                        |
| XXXVII   | 1983 | 7 luglio 1983  | Mario Pomilio                | Il Natale del 1833                                 | Rusconi                  | Giuseppe Pontiggia, Il raggio d'ombra (Mondadori) Gian Piero Bona, Passeggiata con il diavolo (Garzanti) Davide Lajolo, Il merlo di campagna e il merlo di città (Rizzoli) Isabella Bossi Fedrigotti, Casa di guerra (Longanesi)                                                  |
| XXXVIII  | 1984 | 5 luglio 1984  | Pietro Citati                | Tolstoj                                            | Longanesi                | Francesca Sanvitale, L'uomo del parco (Mondadori) Fausto Gianfranceschi, Giorgio Vinci psicologo (Editoriale Nuova) Aldo Rosselli, La famiglia Rosselli (Bompiani) Francesca Duranti, La casa sul lago della luna (Rizzoli)                                                       |
| XXXIX    | 1985 | 4 luglio 1985  | Carlo Sgorlon                | L'armata dei fiumi perduti                         | Mondadori                | Domenico Naldini, Vita di Giovanni Comisso (Einaudi) Giuliana Berlinguer, Una per sei (Camunia) Ferruccio Parazzoli, Il giardino delle rose (Rizzoli) Giovanni Gigliozzi, Francesco e la povera dama (Newton Compton)                                                             |
| XL       | 1986 | 4 luglio 1986  | Maria Bellonci               | Rinascimento privato                               | Mondadori                | Massimo D'Avack, Si sa dov'è il cuore (Rusconi) Francesco Grisi, A futura memoria (Newton Compton) Marta Morazzoni, La ragazza col turbante (Longanesi) Giuseppe Bonaviri, È un rosseggiar di peschi e d'albicocchi (Rizzoli) Roberto Pazzi, La principessa e il drago (Garzanti) |
| XLI      | 1987 | 7 luglio 1987  | Stanislao Nievo              | Le isole del paradiso                              | Mondadori                | Claudio Magris, Danubio (Garzanti) Renato Minore, Leopardi (Bompiani) Nantas Salvalaggio, Fuga da Venezia (Rizzoli) Luigi Malerba, Il pianeta azzurro (Garzanti) |
| XLII     | 1988 | 7 luglio 1988  | Gesualdo Bufalino            | Le menzogne della notte                            | Bompiani                 | Giuliana Berlinguer, Il braccio d'argento (Camunia) Giorgio Montefoschi, Lo sguardo del cacciatore (Rizzoli) Brunello Vandano, Donna con cerchio e spada (Newton Compton) Carlo Bernari, Il grande letto (Mondadori)                                                              |
| XLIII    | 1989 | 6 luglio 1989  | Giuseppe Pontiggia           | La grande sera                                     | Mondadori                | Roberto Calasso, Le nozze di Cadmo e Armonia (Adelphi) Clara Sereni, Manicomio primavera (Giunti) Giuseppe Antonelli, Lucullo (Newton Compton) Mario Lunetta, Puzzle d'autunno (Camunia)                                                                                          |
| XLIV     | 1990 | 12 luglio 1990 | Sebastiano Vassalli          | La chimera                                         | Einaudi                  | Grytzko Mascioni, La notte di Apollo (Rusconi) Franco Cuomo, Gunther d'Amalfi, cavaliere templare (Newton Compton) Vittorio Gassman, Memorie del sottoscala (Longanesi) Giampaolo Rugarli, Andromeda e la notte (Rizzoli)                                                         |
| XLV      | 1991 | 4 luglio 1991  | Paolo Volponi                | La strada per Roma                                 | Einaudi                  | Gina Lagorio, Tra le mura stellate (Mondadori) Angela Bianchini, Capo d'Europa (Camunia) Antonio Debenedetti, Se la vita non è vita (Rizzoli) Enrico Morovich, Piccoli amanti (Rusconi)                                                                                           |
| XLVI     | 1992 | 2 luglio 1992  | Vincenzo Consolo             | Nottetempo, casa per casa                          | Mondadori                | Marcello Venturoli, Io, Saffo (Newton Compton) Salvatore Mannuzzu, La figlia perduta (Einaudi) Vittoria Ronchey, 1944 (Rizzoli) Carla Cerati, La perdita di Diego (Frassinelli)                                                                                                   |
| XLVII    | 1993 | 1 luglio 1993  | Domenico Rea                 | Ninfa plebea                                       | Leonardo                 | Dacia Maraini, Bagheria (Rizzoli) Clara Sereni, Il gioco dei regni (Giunti) Rossana Ombres, Un dio coperto di rose (Mondadori) Emilio Tadini, La tempesta (Einaudi) |
| XLVIII   | 1994 | 7 luglio 1994  | Giorgio Montefoschi          | La casa del padre                                  | Bompiani                 | Francesca Sanvitale, Il figlio dell'Impero (Einaudi) Marcello Venturoli, La stella di Giuditta (Newton Compton) Grazia Livi, Vincoli segreti (La Tartaruga) Maria Luisa Aguirre D'Amico, L'altalena (Camunia)                                                                     |
| XLIX     | 1995 | 5 luglio 1995  | Mariateresa Di Lascia        | Passaggio in ombra                                 | Feltrinelli              | Luigi Malerba, Le maschere (Mondadori) Luca Canali, Nei pleniluni sereni (Longanesi) Elisabetta Rasy, Ritratti di signora (Rizzoli) Marisa Volpi, Congedi (Giunti) |
| L        | 1996 | 4 luglio 1996  | Alessandro Barbero           | Bella vita e guerre altrui di Mr. Pyle, gentiluomo | Mondadori                | Antonio Spinosa, Piccoli sguardi (Piemme) Sandro Veronesi, Live (Bompiani) Melania Mazzucco, Il bacio della Medusa (Baldini&Castoldi) Giulio Mozzi, La felicità terrena (Einaudi)                                                                                                 |
| LI       | 1997 | 3 luglio 1997  | Claudio Magris               | Microcosmi                                         | Garzanti                 | Raffaele Crovi, L'indagine di via Rapallo (Piemme) Eraldo Affinati, Campo del sangue (Mondadori) Franco Cuomo, Il codice Macbeth (Newton Compton) Ippolita Avalli, La dea dei baci (Baldini & Castoldi)                                                                           |
| LII      | 1998 | 2 luglio 1998  | Enzo Siciliano               | I bei momenti                                      | Mondadori                | Melania Mazzucco, La camera di Baltus (Baldini&Castoldi) Raffaele Nigro, Adriatico (Giunti) Romana Petri, Alle Case Venie (Marsilio) Ludovica Ripa di Meana, Marzio e Marta (Il Saggiatore)                                                                                       |
| LIII     | 1999 | 8 luglio 1999  | Dacia Maraini                | Buio                                               | Rizzoli                  | Giuseppe Montesano, Nel corpo di Napoli (Mondadori) Corrado Calabrò, Ricorda di dimenticarla (Newton Compton) Luther Blissett, Q (Einaudi) Nicola Lecca, Concerti senza orchestra (Marsilio) Roberto Pazzi, La città volante (Baldini & Castoldi)                                 |
| LIV      | 2000 | 6 luglio 2000  | Ernesto Ferrero              | N.                                                 | Einaudi                  | Fosco Maraini, Case, amori, universi (Mondadori) Luca Doninelli, La nuova era (Garzanti) Andrea Canobbio, Indivisibili (Rizzoli) Renata Pisu, La via della Cina (Sperling & Kupfer)                                                                                               |
| LV       | 2001 | 6 luglio 2001  | Domenico Starnone            | Via Gemito                                         | Feltrinelli              | Vincenzo Cerami, Fantasmi (Einaudi) Antonio Debenedetti, Un giovedì dopo le cinque (Rizzoli) Danilo Donati, Coprifuoco (Newton Compton) Paola Mastrocola, Palline di pane (Guanda)                                                                                                |
| LVI      | 2002 | 4 luglio 2002  | Margaret Mazzantini          | Non ti muovere                                     | Mondadori                | Ermanno Rea, La dismissione (Rizzoli) Sergio Givone, Nel nome di un dio barbaro (Einaudi) Alessandra Lavagnino, Le bibliotecarie di Alessandria (Sellerio) Cesare de Seta, Terremoti (Aragno)                                                                                     |
| LVII     | 2003 | 3 luglio 2003  | Melania Mazzucco             | Vita                                               | Rizzoli                  | Roberto Alajmo, Cuore di madre (Mondadori) Franco Matteucci, Il visionario (Baldini & Castoldi) Sandra Petrignani, La scrittrice abita qui (Neri Pozza) Pietro Spirito, Speravamo di più (Guanda)                                                                                 |
| LVIII    | 2004 | 1 luglio 2004  | Ugo Riccarelli               | Il dolore perfetto                                 | Mondadori                | Elena Loewenthal, Attese (Bompiani) Francesco Piccolo, Allegro occidentale (Feltrinelli) Maria Rosa Cutrufelli, La donna che visse per un sogno (Frassinelli) Marco Fabio Apolloni, Il mistero della Locanda Serny (Ponte alle Grazie)                                            |
| LIX      | 2005 | 7 luglio 2005  | Maurizio Maggiani            | Il viaggiatore notturno                            | Feltrinelli              | Edoardo Nesi, L'età dell'oro (Bompiani) Giuseppe Conte, La casa delle onde (Longanesi) Maurizio Cucchi, Il male è nelle cose (Mondadori) Valeria Parrella, Per grazia ricevuta (minimum fax)                                                                                      |
| LX       | 2006 | 6 luglio 2006  | Sandro Veronesi              | Caos calmo                                         | Bompiani                 | Rossana Rossanda, La ragazza del secolo scorso (Einaudi) Massimiliano Palmese, L'amante proibita (Newton Compton) Pietro Grossi, Pugni (Sellerio) Sergio De Santis, Cronache dalla città dei crolli (Avagliano)                                                                   |
| LXI      | 2007 | 5 luglio 2007  | Niccolò Ammaniti             | Come Dio comanda                                   | Mondadori                | Mario Fortunato, I giorni innocenti della guerra (Bompiani) Franco Matteucci, Il profumo della neve (Newton Compton) Laura Bosio, Le stagioni dell'acqua (Longanesi) Milena Agus, Mal di pietre (Nottetempo)                                                                      |
| LXII     | 2008 | 3 luglio 2008  | Paolo Giordano               | La solitudine dei numeri primi                     | Mondadori                | Ermanno Rea, Napoli ferrovia (Rizzoli) Cristina Comencini, L'illusione del bene (Feltrinelli) Diego De Silva, Non avevo capito niente (Einaudi) Lidia Ravera, Le seduzioni dell'inverno (nottetempo)                                                                              |
| LXIII    | 2009 | 2 luglio 2009  | Tiziano Scarpa               | Stabat Mater                                       | Einaudi                  | Antonio Scurati, Il bambino che sognava la fine del mondo (Bompiani) Massimo Lugli, L'istinto del lupo (Newton Compton) Cesarina Vighy, L'ultima estate (Fazi) Andrea Vitali, Almeno il cappello (Garzanti)                                                                       |
| LXIV     | 2010 | 7 luglio 2010  | Antonio Pennacchi            | Canale Mussolini                                   | Mondadori                | Silvia Avallone, Acciaio (Rizzoli) Paolo Sorrentino, Hanno tutti ragione (Feltrinelli) Matteo Nucci, Sono comuni le cose degli amici (Ponte alle Grazie) Lorenzo Pavolini, Accanto alla tigre (Fandango)                                                                          |
| LXV      | 2011 | 7 luglio 2011  | Edoardo Nesi                 | Storia della mia gente                             | Bompiani                 | Mariapia Veladiano, La vita accanto (Einaudi) Bruno Arpaia, L'energia del vuoto (Guanda) Mario Desiati, Ternitti (Mondadori) Luciana Castellina, La scoperta del mondo (Nottetempo)                                                                                               |
| LXVI     | 2012 | 5 luglio 2012  | Alessandro Piperno           | Inseparabili: il fuoco amico dei ricordi           | Mondadori                | Emanuele Trevi, Qualcosa di scritto (Ponte alle Grazie) Gianrico Carofiglio, Il silenzio dell'onda (Rizzoli) Marcello Fois, Nel tempo di mezzo (Einaudi) Lorenza Ghinelli, La colpa (Newton Compton)                                                                              |
| LXVII    | 2013 | 5 luglio 2013  | Walter Siti                  | Resistere non serve a niente                       | Rizzoli                  | Alessandro Perissinotto, Le colpe dei padri (Piemme) Paolo Di Paolo, Mandami tanta vita (Feltrinelli) Romana Petri, Figli dello stesso padre (Longanesi) Simona Sparaco, Nessuno sa di noi (Giunti)                                                                               |
| LXVIII   | 2014 | 3 luglio 2014  | Francesco Piccolo            | Il desiderio di essere come tutti                  | Einaudi                  | Antonio Scurati, Il padre infedele (Bompiani) Francesco Pecoraro, La vita in tempo di pace (Ponte alle Grazie) Giuseppe Catozzella, Non dirmi che hai paura (Feltrinelli) Antonella Cilento, Lisario o il piacere infinito delle donne (Mondadori)                                |
| LXIX     | 2015 | 2 luglio 2015  | Nicola Lagioia               | La ferocia                                         | Einaudi                  | Mauro Covacich, La sposa (Bompiani) Elena Ferrante, Storia della bambina perduta (e/o) Fabio Genovesi, Chi manda le onde (Mondadori) Marco Santagata, Come donna innamorata (Guanda)                                                                                              |
| LXX      | 2016 | 8 luglio 2016  | Edoardo Albinati             | La scuola cattolica                                | Rizzoli                  | Eraldo Affinati, L'uomo del futuro (Mondadori) Vittorio Sermonti, Se avessero (Garzanti) Giordano Meacci, Il cinghiale che uccise Liberty Valance (minimum fax) Elena Stancanelli, La femmina nuda (La nave di Teseo)                                                             |
| LXXI     | 2017 | 6 luglio 2017  | Paolo Cognetti               | Le otto montagne                                   | Einaudi                  | Teresa Ciabatti, La più amata (Mondadori) Wanda Marasco, La compagnia delle anime finte (Neri Pozza) Matteo Nucci, È giusto obbedire alla notte (Ponte alle Grazie) Alberto Rollo, Un'educazione milanese (Manni)                                                                 |
| LXXII    | 2018 | 6 luglio 2018  | Helena Janeczek              | La ragazza con la Leica                            | Guanda                   | Marco Balzano, Resto qui (Einaudi) Sandra Petrignani, La corsara. Ritratto di Natalia Ginzburg (Neri Pozza) Carlo D'Amicis, Il gioco (Mondadori) Lia Levi, Questa sera è già domani (Edizioni E/O)                                                                                |
| LXXIII   | 2019 | 4 luglio 2019  | Antonio Scurati              | M. Il figlio del secolo                            | Bompiani                 | Benedetta Cibrario, Il rumore del mondo (Mondadori) Marco Missiroli, Fedeltà (Einaudi) Claudia Durastanti, La straniera (La nave di Teseo) Nadia Terranova, Addio fantasmi (Einaudi)                                                                                              |
| LXXIV    | 2020 | 2 luglio 2020  | Sandro Veronesi              | Il colibrì                                         | La nave di Teseo         | Gianrico Carofiglio, La misura del tempo (Einaudi) Valeria Parrella, Almarina (Einaudi) Gian Arturo Ferrari, Ragazzo italiano (Feltrinelli) Daniele Mencarelli, Tutto chiede salvezza (Mondadori) Jonathan Bazzi, Febbre (Fandango Libri)                                         |
| LXXV     | 2021 | 8 luglio 2021  | Emanuele Trevi               | Due vite                                           | Neri Pozza               | Donatella Di Pietrantonio, Borgo Sud (Einaudi) Edith Bruck, Il pane perduto (La nave di Teseo) Giulia Caminito, L'acqua del lago non è mai dolce (Bompiani) Andrea Bajani, Il libro delle case (Feltrinelli)                                                                      |
| LXXVI    | 2022 | 7 luglio 2022  | Mario Desiati                | Spatriati                                          | Einaudi                  | Marco Amerighi, Randagi (Bollati Boringhieri) Fabio Bacà, Nova (Adelphi) Alessandra Carati, E poi saremo salvi (Mondadori) Veronica Galletta, Nina sull’argine (minimum fax) Claudio Piersanti, Quel maledetto Vronskij (Rizzoli) Veronica Raimo, Niente di vero (Einaudi)        |
| LXXVII   | 2023 | 6 luglio 2023  | Ada D'Adamo                  | Come d'aria                                        | Elliot                   | Rosella Postorino, Mi limitavo ad amare te (Feltrinelli) Maria Grazia Calandrone, Dove non mi hai portata (Einaudi) Andrea Canobbio, La traversata notturna (La nave di Teseo) Romana Petri, Rubare la notte (Mondadori)                                                          |
| LXXVIII  | 2024 | 4 luglio 2024  | Donatella Di Pietrantonio    | L'età fragile                                      | Einaudi                  | Dario Voltolini, Invernale (La Nave di Teseo) Chiara Valerio, Chi dice e chi tace (Sellerio) Paolo Di Paolo, Romanzo senza umani (Feltrinelli) Raffaella Romagnolo, Aggiustare l’universo (Mondadori) Tommaso Giartosio, Autobiogrammatica (minimum fax)                          |
| LXXIX    | 2025 | 3 luglio 2025  | Andrea Bajani                | L'anniversario                                     | Feltrinelli              | Paolo Nori, Chiudo la porta e urlo (Mondadori) Elisabetta Rasy, Perduto è questo mare (Rizzoli) Michele Ruol, Inventario di quel che resta dopo che la foresta brucia (TerraRossa) Nadia Terranova, Quello che so di te (Guanda)                                                  |

Tra le case editrici, Mondadori detiene il primato per numero di vittorie.

### Messa in onda televisiva
A partire dal 1965 la cerimonia di premiazione è stata spesso trasmessa sulle reti Rai.
| Edizione | Messa in onda  | Conduzione                      | Rete              | Location                                             |
| -------- | -------------- | ------------------------------- | ----------------- | ---------------------------------------------------- |
| XIX      | 2 luglio 1965  | Luciano Luisi                   | Secondo Programma | Giardino del Museo nazionale etrusco di Villa Giulia |
| XX       | 4 luglio 1966  | Luciano Luisi                   | Secondo Programma | Giardino del Museo nazionale etrusco di Villa Giulia |
| XXII     | 4 luglio 1968  | Luciano Luisi                   | Secondo Programma | Giardino del Museo nazionale etrusco di Villa Giulia |
| XXIII    | 3 luglio 1969  | Luciano Luisi                   | Secondo Programma | Giardino del Museo nazionale etrusco di Villa Giulia |
| XXIV     | 2 luglio 1970  |                                 | Rai Radio 1       | Giardino del Museo nazionale etrusco di Villa Giulia |
| XXIX     | 3 luglio 1975  | Luciano Luisi                   | Secondo Programma | Giardino del Museo nazionale etrusco di Villa Giulia |
| XXXV     | 8 luglio 1981  |                                 | Rete 1            | Giardino del Museo nazionale etrusco di Villa Giulia |
| XXXV     | 8 luglio 1982  | Luciano Luisi                   | Rete 1            | Giardino del Museo nazionale etrusco di Villa Giulia |
| XXXVII   | 7 luglio 1983  | Luciano Luisi                   | Rai 1             | Giardino del Museo nazionale etrusco di Villa Giulia |
| XXXVIII  | 5 luglio 1984  | Luciano Luisi                   | Rai 1             | Giardino del Museo nazionale etrusco di Villa Giulia |
| XXXIX    | 4 luglio 1985  | Luciano Luisi                   | Rai 1             | Giardino del Museo nazionale etrusco di Villa Giulia |
| XL       | 4 luglio 1986  | Luciano Luisi                   | Rai 1             | Giardino del Museo nazionale etrusco di Villa Giulia |
| XLI      | 7 luglio 1987  | Luciano Luisi                   | Rai 1             | Giardino del Museo nazionale etrusco di Villa Giulia |
| XLII     | 7 luglio 1988  | Luciano Luisi                   | Rai 1             | Giardino del Museo nazionale etrusco di Villa Giulia |
| XLIV     | 12 luglio 1990 | Claudio Angelini                | Rai 1             | Giardino del Museo nazionale etrusco di Villa Giulia |
| XLVI     | 2 luglio 1992  | Claudio Angelini e Luigi Saitta | Rai 1             | Giardino del Museo nazionale etrusco di Villa Giulia |
| LXIX     | 2 luglio 2015  | Concita De Gregorio             | Rai 3             | Giardino del Museo nazionale etrusco di Villa Giulia |
| LXX      | 8 luglio 2016  | Pino Strabioli                  | Rai 3             | Auditorium Parco della Musica                        |
| LXXI     | 6 luglio 2017  | Eva Giovannini                  | Rai 3             | Giardino del Museo nazionale etrusco di Villa Giulia |
| LXXII    | 6 luglio 2018  | Eva Giovannini                  | Rai 3             | Giardino del Museo nazionale etrusco di Villa Giulia |
| LXXIII   | 4 luglio 2019  | Pino Strabioli                  | Rai 3             | Giardino del Museo nazionale etrusco di Villa Giulia |
| LXXIV    | 2 luglio 2020  | Giorgio Zanchini                | Rai 3             | Giardino del Museo nazionale etrusco di Villa Giulia |
| LXXV     | 8 luglio 2021  | Geppi Cucciari                  | Rai 3             | Giardino del Museo nazionale etrusco di Villa Giulia |
| LXXVI    | 7 luglio 2022  | Geppi Cucciari                  | Rai 3             | Giardino del Museo nazionale etrusco di Villa Giulia |
| LXXVII   | 6 luglio 2023  | Geppi Cucciari                  | Rai 3             | Giardino del Museo nazionale etrusco di Villa Giulia |
| LXXVIII  | 4 luglio 2024  | Geppi Cucciari e Pino Strabioli | Rai 3             | Giardino del Museo nazionale etrusco di Villa Giulia |
| LXXIX    | 3 luglio 2025  | Pino Strabioli                  | Rai 3             | Giardino del Museo nazionale etrusco di Villa Giulia |

## Premio Strega Europeo
Nel 2014, durante il semestre di presidenza italiana del Consiglio dell’Unione europea, nasce il Premio Strega Europeo grazie alla collaborazione tra Fondazione Bellonci, Casa delle Letterature, Letterature Festival Internazionale di Roma e Rappresentanza in Italia della Commissione Europea.
Il riconoscimento viene assegnato annualmente per diffondere la conoscenza delle voci più originali e profonde della narrativa contemporanea a un autore europeo che ha vinto un premio nazionale rilevante nel paese in cui è stato pubblicato.
Al vincitore che prevale su una cinquina di finalisti è riconosciuta una somma di 3000 euro, mentre al traduttore dell'opera ne vanno 1500.

### Albo d'oro
- 2014 - Marcos Giralt Torrente: Il tempo della vita (Elliot), tradotto da Pierpaolo Marchetti
- 2015 - Katja Petrowskaja: Forse Esther (Adelphi), tradotto da Ada Vigliani
- 2016 - Annie Ernaux, Gli anni (L’orma), tradotto da Lorenzo Flabbi
- 2017 - Jenny Erpenbeck: Voci del verbo andare (Sellerio), tradotto da Ada Vigliani
- 2018 - Fernando Aramburu: Patria (Guanda), tradotto da Bruno Arpaia
- 2019 - David Diop: Fratelli d'anima (Neri Pozza), tradotto da Giovanni Bogliolo
- 2020 - Judith Schalansky: Inventario di alcune cose perdute (Nottetempo), tradotto da Flavia Pantanella[25]
- 2021 - Georgi Gospodinov: Cronorifugio (Voland), tradotto da Giuseppe Dell'Agata[26]
- 2022 - Amélie Nothomb: Primo sangue (Voland), tradotto da Federica Di Lella; ex aequo Michail Pavlovič Šiškin: Punto di fuga (21lettere), tradotto da Emanuela Bonacorsi[27]
- 2023 - Emmanuel Carrère: V13 (Adelphi), tradotto da Francesco Bergamasco[28]
- 2024 - Neige Sinno: Triste Tigre (Neri Pozza), tradotto da Luciana Cisbani[29]
- 2025 - Paul Murray: Il giorno dell'ape (Einaudi Stile Libero), tradotto da Tommaso Pincio[30]

## Premio Strega Giovani
Nasce nel 2014 e viene assegnato da una giuria di oltre mille ragazzi di scuole secondarie superiori distribuite in Italia e all’estero a uno dei dodici libri candidati al Premio Strega.

### Albo d'oro
- 2014 - Giuseppe Catozzella: Non dirmi che hai paura (Feltrinelli)
- 2015 - Fabio Genovesi: Chi manda le onde (Mondadori)
- 2016 - Rossana Campo: Dove troverete un altro padre come il mio (Ponte alle Grazie)
- 2017 - Paolo Cognetti: Le otto montagne (Einaudi)
- 2018 - Lia Levi: Questa sera è già domani (e/o)
- 2019 - Marco Missiroli: Fedeltà (Einaudi)
- 2020 - Daniele Mencarelli: Tutto chiede salvezza (Mondadori)
- 2021 - Edith Bruck: Il pane perduto (La nave di Teseo)
- 2022 - Veronica Raimo: Niente di vero (Einaudi)[31]
- 2023 - Ada D'Adamo: Come d'aria (Elliot)[32]
- 2024 - Donatella Di Pietrantonio: L'età fragile (Einaudi)[33]
- 2025 - Andrea Bajani: L'anniversario (Feltrinelli)[34]

## Premio Strega Ragazze e Ragazzi
Dal 2016 il Premio Strega Ragazze e Ragazzi viene assegnato a libri di narrativa per ragazzi pubblicati in Italia, anche in traduzione. È suddiviso in 3 categorie equivalenti alle fasce d'età: 6+, 8+ e 11+. Vengono premiate inoltre altre due sezioni: Esordienti e Narrazione per immagini.

### Albo d'oro
- 2016
  - 6+ - Susanna Tamaro: Salta, Bart! (Giunti)
  - 11+ - Chiara Carminati: Fuori fuoco (Bompiani)
- 2017
  - 6+ - David Cirici: Muschio (Il Castoro)
  - 11+ - Luigi Garlando: L’estate che conobbi il Che (Rizzoli)
- 2018
  - 6+ - Lluís Prats Martínez: Hachiko. Il cane che aspettava (Albe Edizioni)
  - 11+ - Paola Zannoner: L’ultimo faro (DeA Planeta)
- 2019
  - 6+ - Luca Doninelli: Tre casi per l’investigatore Wickson Alieni (Bompiani)
  - 11+ - Guido Sgardoli: The Stone. La settima pietra (Piemme)
- 2020
  - 6+ - Marta Palazzesi: Nebbia (Il Castoro)
  - 11+ - Lynda Mullaly Hunt: Una per i Murphy (Uovonero)
- 2021
  - 6+ - Alex Cousseau: Murdo. Il libro dei sogni impossibili (L'Ippocampo)
  - 8+ - Alessandro Barbaglia: Scacco matto tra le stelle (Mondadori Ragazzi)
  - 11+ - Davide Morosinotto: La più grande (Rizzoli)
  - Esordienti - Annet Schaap: Lucilla (La Nuova Frontiera Junior)
- 2022[35]
  - 6+ - Lisa Lundmark: Jenny lo squalo (La Nuova Frontiera Junior)
  - 8+ - Nadia Terranova e Mara Cerri: Il segreto (Mondadori Ragazzi)
  - 11+ - Francesco D'Adamo: Giuditta e l’orecchio del diavolo (Giunti)
  - Esordienti: Antonia Murgo: Miss Dicembre e il Clan di Luna (Bompiani)
  - Narrazione per immagini - Peter Van den Ende: Il viaggio (Terre di Mezzo)
- 2023[36]
  - 6+ - Matthew Cordell: Ugo e Poppy. Così diversi, così amici! (Terre di Mezzo)
  - 8+ - Inés Garland: Lilo (uovonero)
  - 11+ - Dan Gemeinhart: L'imprevedibile viaggio di Coyote Sunrise (EDT-Giralangolo)
- 2024[37]
  - 6+ - Jarvis: Orso e Uccellina. Il picnic e altre storie (Lapis)
  - 8+ - Maddalena Vaglio Tanet: Rim e le parole liberate (Rizzoli)
  - 11+ - Kelly Yang: Motel Calivista, buongiorno! (Emons)
  - Narrazione per immagini - Jérémie Moreau: I Pizzly (Tunué)

## Premio Strega Poesia
Dal 2023 viene istituito il Premio Strega Poesia, destinato ad opere letterarie di carattere poetico. Il 21 marzo vengono annunciati i titoli dei 135 libri ammessi a partecipare alla prima edizione del concorso. A fine aprile viene annunciata la selezione dei libri candidati, poi a maggio la cinquina dei finalisti, e infine a ottobre il vincitore.
Viene assegnato anche un Premio Strega Poesia Giovani, i cui votanti sono studenti di scuole secondarie superiori distribuite in Italia e all'estero.

### Albo d'oro
- 2023 - Vivian Lamarque: L'amore da vecchia (Mondadori)[41]
  - Giovani - Vivian Lamarque: L'amore da vecchia (Mondadori)
- 2024 - Stefano Dal Bianco: Paradiso (Garzanti)[42]
  - Giovani - Daniela Attanasio: Vivi al mondo (Vallecchi)

## Premio Strega Saggistica
All'inizio del 2025 viene annunciata una nuova sezione del premio dedicata alla saggistica, sia scritta da autori italiani che stranieri.
Entro il mese di aprile un comitato scientifico individuerà le cinque opere candidate al premio e la vincitrice della sezione internazionale. A giugno si proclamerà il vincitore.

### Albo d'oro
- 2025 - Anna Foa: Il suicidio di Israele (Laterza)[45]
  - Internazionale - Anne Applebaum: Autocrazie (Mondadori)[46]